# Alkydverf
Alkydharsverf of alkydverf is een verf bestaande uit een pigment en een bindmiddel van alkydharsen.

## Samenstelling
Het bindmiddel van alkydverf is alkydhars, een kunsthars. Alkydhars is een polymeer dat wordt verkregen door een polycondensatiereactie van polyalcoholen (bijvoorbeeld penta-erytritol, trimethylolpropaan of propeenglycol) en meerbasische organische zuren (bijvoorbeeld ftaalzuur of maleïnezuur) of de overeenkomstige anhydride (bijvoorbeeld ftaalzuuranhydride). Hier komt ook de term alkyd vandaan: het is een porte-manteauwoord gevormd uit alkohol en anhydride.
Naast de eigenlijke alkydhars is er een toevoeging van plantaardige oliën, meestal halfdrogende oliën zoals zonnebloemolie, saffloerolie of sojaolie, soms lijnolie. Lakken met een laag oliegehalte (30-45% van de bindmiddelmassa) worden veel in de industrie gebruikt, met een hoog gehalte (tot 70%) veel als huisschildersverf.
Traditionele alkydverf kan verdund worden met terpentine en/of andere a-polaire oplosmiddelen. Alkydverf droogt via een oxidatieproces, waarbij zuurstof- en koolstofbruggen tussen de alkydmoleculen worden gevormd. De meervoudig onverzadigde vetzuren van de plantaardige oliën in de verf zorgen ervoor dat deze bij kamertemperatuur droogt. De droogtijd is afhankelijk van de hoeveelheid en het soort olie dat wordt gebruikt. Hierbij worden organische metaalzouten als katalysator gebruikt. Vroeger was dat vrijwel altijd lood, maar tegenwoordig wordt meestal kobalt of ijzer gebruikt. Minder vaak worden calcium, zink en zirkonium gebruikt. De droogtijd is aanzienlijk korter dan bij olieverf.

## Andere alkydverven
Naast de traditionele alkydharsverf zijn er ook high solid-verf en alkyd-emulsie.
High solid-verf wordt gemaakt met speciale lijnolie of alkydharsen, waarbij het percentage vaste stof in de verf wordt verhoogd en het percentage oplosmiddel wordt verlaagd (high solid betekent "hoog (percentage) vaste stof").
Alkyd-emulsie is een watergedragen alkydharsverf. Deze wordt gemaakt met een alkydhars die na een chemische behandeling in water geëmulgeerd kan worden. In deze emulsie zijn de vloeibare bindmiddeldeeltjes zeer fijn verdeeld in het water, waardoor ze met water verdunbaar zijn.

## Geschiedenis
De eerste commerciële alkydverf was Glyptal, in 1926 op de markt gebracht door het Amerikaanse bedrijf General Electric.
Alkydverf verdrong in het midden van de twintigste eeuw olieverf bijna volledig als huisschildersverf. Professionele schilders zijn verplicht binnenshuis met verf op waterbasis te werken, vanwege gezondheidsrisico's van het inademen van oplosmiddelen (Alkydverf bevat tot 60% oplosmiddelen). Daarom wordt meestal acrylverf toegepast. Alkydverf geeft wel een iets betere dekking en een gladder resultaat dan acrylverf.
Sinds 1976 bestaat er ook een kunstschilderalkydverf: Griffin, op de markt gebracht door het Britse bedrijf Winsor & Newton.